# Dimitrie Ivanov
Dimitrie Ivanov, né le 24 septembre 1944 et mort en 1998, est un kayakiste roumain pratiquant la course en ligne.

## Palmarès

### Jeux olympiques
- Jeux olympiques de 1968 à Mexico :
  -  Médaille d'argent en K-4 1 000 m[1].

### Championnats du monde
- Championnats du monde de course en ligne de canoë-kayak de 1971 à Belgrade :
  -  Médaille d'argent en K-1 4 × 500 m.